# مقاطعة توماس (نبراسكا)
مقاطعة توماس (بالإنجليزية: Thomas County)‏ هي إحدى مقاطعات ولاية نبراسكا في الولايات المتحدة الأمريكية.